# Sami Al-Hashash
Sami Mohamed Al-Hashash (1959. szeptember 15. –) kuvaiti válogatott labdarúgóhátvéd.
A kuvaiti válogatott tagjaként részt vett az 1980-as moszkvai olimpián és az 1982-es spanyolországi világbajnokságon.